# Cris de Washaw Sibi
Les Cris de Washaw Sibi (en cri: Washaw Sibi Eeyouch) sont une Première Nation crie non reconnue au niveau fédéral. Ils sont reconnus tout de même comme la 10e communauté crie du Québec par le Grand Conseil des Cris. Ces derniers tentent d'établir un village près de Matagami.

## Histoire
Les Cris de Washaw Sibi ont historiquement été reconnus[Par qui ?] comme un groupe distinct de ceux de Rupert's House et de Moose Factory. Un poste de traite secondaire de la Compagnie de la Baie d'Hudson a déjà été ouvert à la baie Hannah, mais ce dernier a été fermé en 1830 à la suite d'un épisode violent[Lequel ?].
Les frontières de l'Ontario ont respectivement été étendues vers le nord en 1874 et 1898, pour finalement prendre leurs configurations actuelles en 1912. Cette extension territoriale a favorisé le peuplement eurocanadien et intensifié l'exploitation forestière et hydroélectrique sur ce territoire. Le chemin de fer National Transcontinental a été construit entre Cochrane et Amos au début du XXe siècle.
Suivant sa politique face aux Autochtones, le gouvernement demande la participation des gouvernements du Québec et de l'Ontario en 1904 pour les négociations du Traité numéro 9. L'Ontario accepte à contrecœur et le Québec refuse d'y participer. Les autorités fédérales ont fait signer les traités à 20 endroits différents en 1905-1906 et en 1929-1930. Au moment d'établir le traité, les officiels fédéraux ont utilisé la fréquentation des postes de traite comme définition de « bande ». À Fort Abitibi, le fait que des familles chassaient des deux côtés de la frontière pose une situation délicate pour les officiels, qui choisissent de diviser la communauté en deux bandes: les « Abitibi-Ontario » (ceux chassant en Ontario), qui ont pu signer le traité et recevoir une réserve en Ontario, et les « Abitibi-Dominion » (ceux qui chassent au Québec), qui sont exclus du traité.
Pour ce qui est de Washaw Sibi, cette dernière n'a pas été reconnue comme communauté distincte lors la signature du traité à Moose Factory. La chute dramatique des populations de castors due à la chasse des trappeurs blancs a forcé les gouvernements à créer les réserves de castor, en se basant sur les systèmes coutumiers autochtones. Ces nouvelles pratiques ont aussi eu la conséquence de sédentariser encore plus les populations autochtones. La réserve Nottaway, a été créée en 1937 et a été divisée en trois sections, associées à Rupert House, Waswanipi et La Sarre. Les autorités fédérales et provinciales ont commencé alors à considérer les familles sans territoire comme des intrus et des braconniers. En 1942, le ministère des Affaires indiennes a compilé une liste de 13 familles à déplacer de La Sarre à Rupert House. Cette liste est importante pour l'association Washaw Sibi Eeyou, car elle atteste qu'elle est un groupe distinct et associé à la rivière Harricana. Si le gouvernement provincial si limitait à la gestion du gibier, le gouvernement fédéral a, quant à lui, décidé de favoriser le développement des villages déjà établis. Durant les années 1950, les Affaires indiennes décidèrent de créer un village pour les Autochtones de la région, Pikogan, bien que la région soit habitée par deux bandes les Abitibiwinni et les Cris de La Sarre. Ces derniers, de majorité de religion anglicane, étaient considérés comme des intrus par la population catholique des Abitibiwinni. Cependant, par le mariage et les alliances, la population des Cris de La Sarre fut absorbé par les communautés environnantes.
En 1971, le gouvernement Robert Bourassa annonce la création de plusieurs méga-projets hydroélectiques. Les Cris ont alors fait valoir leur objection à ces projets qui ne tiennent pas compte de leur présence. Ceci mène à des négociations intensives qui aboutissent à la Convention de la Baie James et du Nord québécois en 1975. La convention a attribué le statut de bénéficiaire à tous individus prouvant une ascendance cri. Le Grand Conseil des Cris décide alors de contacter les familles à Pikogan dans le but d'être reconnu collectivement. L'Association Washaw Sibi Eeyou a été constituée en 1997 et a obtenu le statut d'observateur au sein du Grand Conseil des Cris. En 2004, elle devient la 10e nation crie membre du Grand Conseil des Cris.
Le seul critère pour être membre de l'association est d'être bénéficiaire de la convention. Malgré ses critères d'inclusivité, le noyau de la population est fortement associée aux Cris de La Sarre.
En août 2023, ces derniers optent pour la création d'un village près de Matagami. La ville est favorable à ses établissements et quatre autres communautés cries ont déjà cédé 1 km2 de terre de catégorie I pour permettre l'établissement du village.